# Vše pro dobro světa a Nošovic
Vše pro dobro světa a Nošovic je dokumentární film Víta Klusáka z roku 2010.
Film pojednává o automobilce Hyundai v Nošovicích. Vystupuje zde i Ondřej Franek, který jako první otevřeně vystoupil a promluvil o šikaně ve firmě. Natočeno bylo 17 hodin materiálu.
Film měl být uveden v polovině října 2010 ve Frýdku-Místku, uvedení bylo ale odloženo a světovou premiéru měl koncem října na Mezinárodním festivalu dokumentárních filmů v Jihlavě.
Film byl nominován na cenu za nejlepší dokument na Cenách české filmové kritiky 2011.
Film získal Cenu kritiků a teoretiků v rámci výročních cen Český lev 2011 za nejlepší dokument.

## Recenze
- Kamil Fila, Aktuálně.cz, 19. února 2011
- Vítek Schmarc, MovieZone.cz 1. března 2011
- Marie Dostálová Moviescreen.cz 23. února 2011
- Oto Horák, Cinepur 14. března 2011
- Barbora Slezáková, 25fps.cz, 1. února 2012